# 셀레스틴 바바야로
셀레스틴 히치스 바바야로(영어: Celestine Hycieth Babayaro, 1978년 8월 29일 ~ )는 나이지리아의 전 축구 선수이다.
1994년 플래토 유나이티드 유소년 팀에서 벨기에 프로 리그의 RSC 안데를레흐트로 이적하면서 프로 선수 생활을 시작하였다. 안데를레흐트에서 뛰던 시기인 1994-95, 1995-96 시즌에 벨기에 올해의 젊은 선수에 선정된 바 있다. 1997년부터 잉글랜드의 첼시와 뉴캐슬 유나이티드에서 활동한 후 2008년 로스앤젤레스 갤럭시로 이적했으나 프리시즌 FC 서울과의 친선 경기에서 경고를 받고 PK를 내주었고 경기 후 방출되었다. 이후 팀을 구하지 못해 은퇴를 선언하였다.
1993년 FIFA U-17 세계 축구 선수권 대회에서 나이지리아 대표로 활약하며 팀의 우승에 기여하였고, 1996년 하계 올림픽에 참가하여 금메달을 획득했다. 1995년부터 나이지리아 성인 대표팀에 발탁되어 1998년 FIFA 월드컵, 2002년 FIFA 월드컵에 참가하였고, 2004년 아프리카 네이션스컵을 끝으로 국가대표팀에서 은퇴하였다.

## 수상 경력

### 클럽
RSC 안데를레흐트
- 벨기에 리그: 1994-95
- 벨기에 슈퍼컵: 1994-95

첼시
- FA컵: 1999-00
- UEFA 컵 위너스컵: 1997-98
- UEFA 슈퍼컵: 1998

### 국가대표팀
- FIFA U-17 세계 축구 선수권 대회: 1993
- 올림픽 축구 금메달: 1996

### 개인
- 벨기에 올해의 젊은 프로 축구 선수: 1994-95, 1995-96